# Bullitt

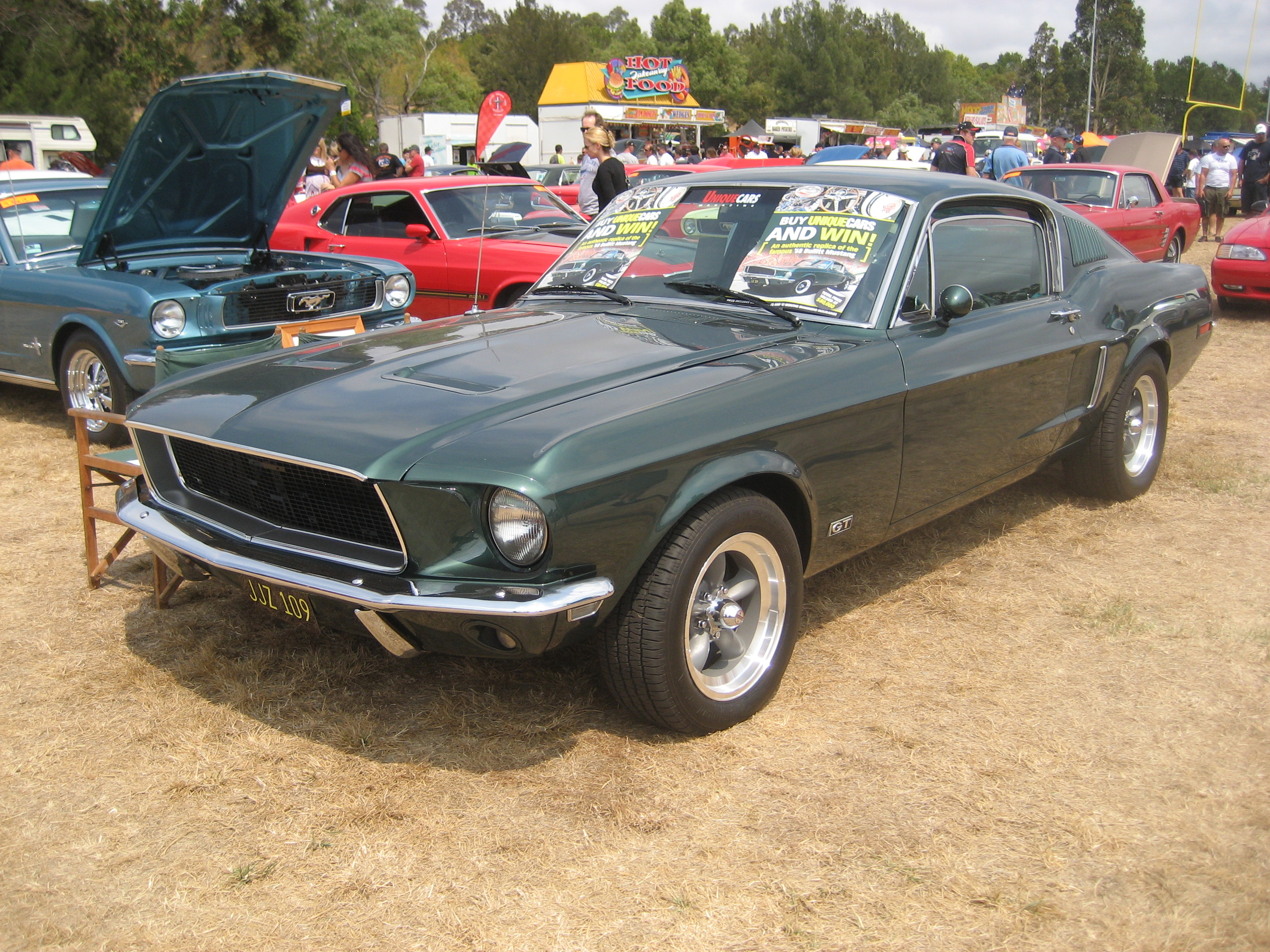
Replica van de Ford Mustang uit Bullitt

Bullitt is een Amerikaanse film van regisseur Peter Yates uit 1968. De film won een Oscar en werd genomineerd voor vijf BAFTA Awards.
De film werd gebaseerd op de roman Mute Witness van schrijver Robert L. Fish en omgevormd tot een screenplay door Alan Trustman en Harry Kleiner. De montage van Frank P. Keller won een Oscar, het geluid van de film werd genomineerd maar won er geen.
De hoofdrol in Bullitt wordt gespeeld door Steve McQueen. Ook Robert Duvall, Robert Vaughn, Jacqueline Bisset en Don Gordon spelen mee in de film. De film werd vooral bekend door de enorme auto-achtervolging, waarin McQueen zelf een 1968 Ford Mustang bestuurt en door de straten van San Francisco scheurt.
Deze politiefilm van Peter Yates was op vele gebieden baanbrekend te noemen. Het was een van de eerste films waarin de politieagent die centraal staat in het verhaal, eigenwijs te werk gaat en zelf enkele regels van de wet negeert om zijn doel te bereiken. Dit principe sloeg meteen aan bij het grote publiek en al gauw volgden er heel wat films met gelijkaardige protagonisten. Voorbeelden zijn: Dirty Harry (1971), The French Connection (1971), Chinatown (1974) en Se7en (1995).
Maar Frank Bullitt, het hoofdpersonage uit de film, is niet alleen een klassiek voorbeeld van een eigenwijze agent, maar bovendien ook van een jonge, mooie en stoere agent met een snelle wagen.
Het principe werd in verscheidene tv-series en films zoals Miami Vice, Starsky and Hutch, Magnum, P.I. en Knight Rider overgenomen.
De film bevat een indrukwekkende achtervolgingsscène door de straten van San Francisco. Voor de opnames werden kleine camera's op en in de auto's geplaatst zodat de kijker met de hoofdpersonen mee kijkt. Deze techniek zou een standaard worden bij achtervolgingen en ter inspiratie dienen voor films zoals The French Connection en Vanishing Point.

## Inhoud
Een politicus, Walter Chalmers, is bezig met een onderzoek in San Francisco tegen de georganiseerde misdaad. Chalmers heeft één grote troef, kroongetuige Johnny Ross, die met zijn verklaring in staat is een volledige misdaadorganisatie achter de tralies te krijgen. Johnny is de broer van Pete Ross, de leider van een gangsterfamilie.
Omdat ze beseffen hoe belangrijk Johnny Ross' rol is, besluiten ze hem politiebescherming te geven. Drie agenten, sergeant Delgetti, inspecteur Stanton en luitenant Frank Bullitt, wisselen elkaar af tijdens het beschermen van hun kroongetuige. Vrijdagavond, een week voor de hoorzitting, bevindt Stanton zich in een goedkope hotelkamer samen met Johnny Ross. Het tweetal krijgt van de balie te horen dat ze bezoek hebben. Twee onbekende mannen doen zich voor als Chalmers en diens vriend en vallen de kamer van Ross binnen. Daar schieten ze zowel de kroongetuige als Stanton neer.
De twee worden naar het ziekenhuis gebracht en Bullitt krijgt de schuld. Chalmers is razend en vreest dat het proces niet zal doorgaan. Hij dreigt zelfs de carrière van Bullitt te verknoeien als Ross in het ziekenhuis sterft. Bullitt zelf is meer geïnteresseerd in de daders en de toestand van zijn partner Stanton. Wanneer hij in het ziekenhuis aanwezig is, merkt hij dat een van de daders Ross wil vermoorden. Het lukt niet, maar Ross sterft even later wel aan zijn verwondingen.
Vervolgens volgt de zwijgzame Frank Bullitt de weg die Ross in de stad aflegde en controleert hij de telefoongesprekken, die Ross net voor zijn dood voerde. Zo komt hij bij Dorothy Simmons terecht en ontdekt hij dat Ross niet was wie hij beweerde te zijn. Net na dit onderzoek merkt Bullitt, terwijl hij met zijn Ford Mustang door de stad rijdt, dat hij achtervolgd wordt door de twee daders van de aanslag op zijn partner en Ross. Er volgt een korte achtervolging maar het duo raakt Bullitt kwijt in een van de vele straten. Maar plots merken ze beiden dat de Ford Mustang zich achter hun Dodge Charger bevindt. Er volgt een verschrikkelijk snelle achtervolging en uiteindelijk sterven de twee daders na een dodelijke crash.
Bullitt gaat verder met het onderzoek en besluit samen met een vriendin van hem, Cathy, naar Dorothy Simmons te trekken en haar te ondervragen. Maar wanneer ze bij het hotel aankomen waar Dorothy verblijft, merken ze dat Dorothy vermoord is. Cathy kan niet overweg met de manier waarop Bullitt omgaat met de moord. Hij blijft koel en emotieloos en beseft dat dit bij zijn werk als agent hoort. Het lijk van Dorothy wordt onderzocht en zo komen ze te weten dat haar achternaam niet Simmons maar Renick is. Chalmers dwingt Bullitt een papier, waarin staat dat Ross stierf onder zijn toezicht, te tekenen, maar Frank Bullitt weigert alle medewerking. Later merken ze dat Johnny Ross eigenlijk de man was van Dorothy Renick en Albert Renick heet. Ross dwong Renick om zich voor te doen als hem. Zo kon Ross, vermomd als Renick, het land verlaten. Om te zorgen dat niemand ooit nog aan Ross zou denken, lieten ze Renick vermoorden en later ook diens vrouw, die van alles op de hoogte was.
Bullitt moet nu razendsnel ingrijpen en de echte Ross vinden. Hij trekt naar de luchthaven, waar Johnny Ross probeert te vluchten naar Rome. Bullitt moet hem stoppen voor hij op het vliegtuig naar Italië kan stappen. Het komt tot een spannende en lange achtervolging op en rond de luchthaven. Ross vlucht naar de ingang en schiet daar een bewakingsagent neer. Even later schiet Bullitt hem zonder aarzelen dood.

## Rolverdeling
| Acteur               | Personage                   |
| -------------------- | --------------------------- |
| Steve McQueen        | Frank Bullitt               |
| Don Gordon           | "Dell" Delgetti             |
| Robert Vaughn        | Walter Chalmers             |
| Simon Oakland        | Sam Bennett                 |
| Felice Orlandi       | Albert "Johnny Ross" Renick |
| Pat Renella          | Johnny Ross                 |
| Jacqueline Bisset    | Cathy                       |
| Carl Reindel         | Carl Stanton                |
| Paul Genge           | Mike                        |
| Bill Hickman         | Phil                        |
| Robert Duvall        | Weissberg                   |
| Norman Fell          | Baker                       |
| Georg Stanford Brown | Willard                     |
| Justin Tarr          | Eddy                        |
| Al Checco            | klerk                       |
| Victor Tayback       | Pete Ross                   |
| Robert Lipton        | hulp                        |
| Ed Peck              | Westcott                    |
| John Aprea           | moordenaarq                 |

## Trivia
- De wagens die gebruikt worden in de achtervolging zijn een donkere "Highland Green" 1968 Ford Mustang G.T.390 Fastback en een "Tuxedo Black" 1968 Dodge Charger R/T 440 Magnum. De Mustang heeft op een veiling in januari 2020 3,4 miljoen dollar opgebracht.[1]

- Steve McQueen baseerde zijn personage gedeeltelijk op Dave Toschi, de politieagent die de Zodiac-moorden onderzocht. Hij droeg zijn pistool ook ondersteboven in een holster. Naar dit feit wordt even verwezen in de film Zodiac van David Fincher.
- De latere Golden Globe-winnares Joanna Cassidy verscheen in Bullitt voor het eerst in een film, hierin nog als edelfigurant.